# Pteromalus vulso
Pteromalus vulso är en stekelart som beskrevs av Walker 1839. Pteromalus vulso ingår i släktet Pteromalus och familjen puppglanssteklar. Inga underarter finns listade i Catalogue of Life.